# Municipio de Liberty (condado de Wright)
Liberty Township es una subdivisión territorial del condado de Wright, Iowa, Estados Unidos. Según el censo de 2020, tiene una población de 667 habitantes.
Es una subdivisión exclusivamente geográfica, por cuanto el estado de Iowa no utiliza la herramienta de los townships como municipios.

## Geografía
Está ubicado en las coordenadas 42°46′38″N 93°53′42″O / 42.77722, -93.89500. Según la Oficina del Censo, tiene una superficie total de 94.90 km², de los cuales 94.87 km² corresponden a tierra firme y 0.03 km² están cubiertos de agua.

## Demografía
Según el censo de 2020, hay 667 personas residiendo en la zona. La densidad de población es de 7.03 hab./km². El 90.70 % de los habitantes son blancos, el 0.30 % son afroamericanos, el 0.30 % son amerindios, el 0.15 % es isleño del Pacífico, el 4.65 % son de otras razas y el 3.90 % son de una mezcla de razas. Del total de la población, el 8.25 % son hispanos o latinos de cualquier raza.